# جيمس وول
جيمس وول (بالإنجليزية: James Wall)‏ (21 مارس 1980 في المملكة المتحدة - ) هو لاعب كرة قدم بريطاني يلعب في مركز الدفاع. لعب مع نادي بيرتن ألبيون ونادي هيرفورد وNashville Metros ‏ وأتلانتا سيلفرباكس.